# Just for Laughs
Just for Laughs (engelska) eller Juste pour rire (franska) är en internationell humorfestival i Montréal i Kanada. Festivalen äger rum årligen i juli månad och besöks av 2 miljoner besökare under dess 14 dagar. Den startade 1983 som en tvådagars festival med bara fransktalande komiker. Två år senare introducerades även engelsktalande.
På festivalen finns förutom ståuppkomik även gatuartisteri, shower och sedan 1997 en filmfestival. Hollywood i Florida är ett populärt semestermål för kanadensare från Québec och 1994 startades projektet Juste pour rire - en vacances, ungefär Bara på skoj - på semester med uppträdanden i området. Senare har systerfestivaler startat i Toronto, Chicago i USA och Nantes i Frankrike.